# Jitzchak Sadeh

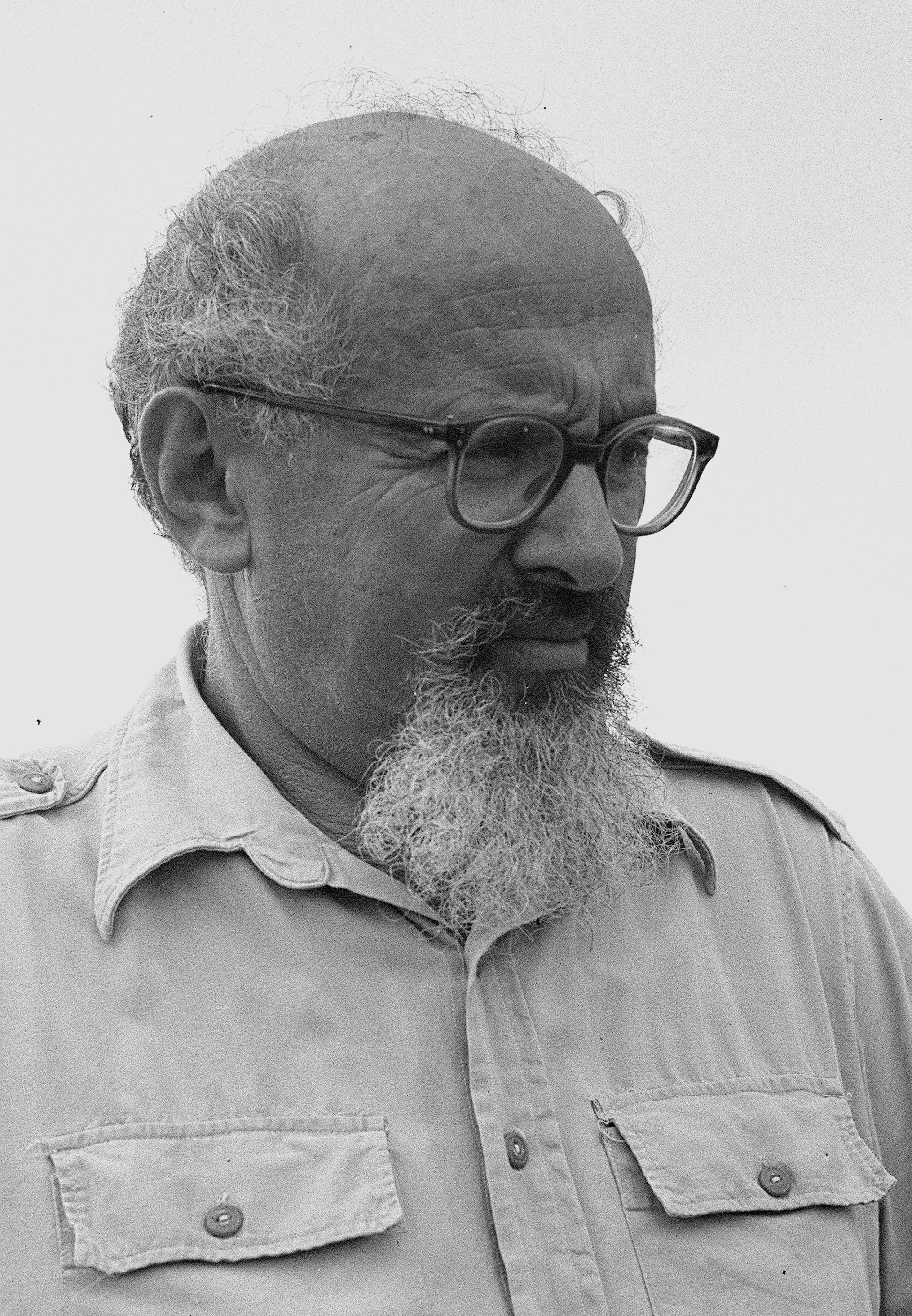
Jitzchak Sadeh (1950)

Jitzchak Sadeh, auch Yitzhak Sadeh; Geburtsname: Jitzchak Landoberg; hebräisch יצחק שדה; (* 29. Julijul. / 10. August 1890greg. in Lublin, Russisch-Polen, Russisches Kaiserreich; † 21. August 1952 in Tel Aviv) war ein israelischer Generalmajor (Aluf).

## Leben
Jitzchak Sadeh wurde als Jitzchak Landoberg im heute polnischen Lublin im Russischen Kaiserreich geboren. Er begann seine militärische Karriere in der russischen Armee während des Ersten Weltkriegs und bekam eine Tapferkeitsauszeichnung als Bataillonskommandant.  Später diente er in der Roten Armee. Damit war er einer der wenigen zionistischen Anführer mit Kampferfahrung. Er hatte sich zudem als Ringer in Wettkämpfen ausgezeichnet.
Ab 1919 baute er mit Joseph Trumpeldor in der Sowjetunion die Organisation HeChaluz auf. Als er vom Tod Trumpeldors hörte, dessen Bekanntschaft er 1917 gemacht hatte, emigrierte er 1920 nach Palästina. Im palästinensischen Mandatsgebiet gründete er das Trumpeldor Labor Battalion (Gedud haʿAvodah).

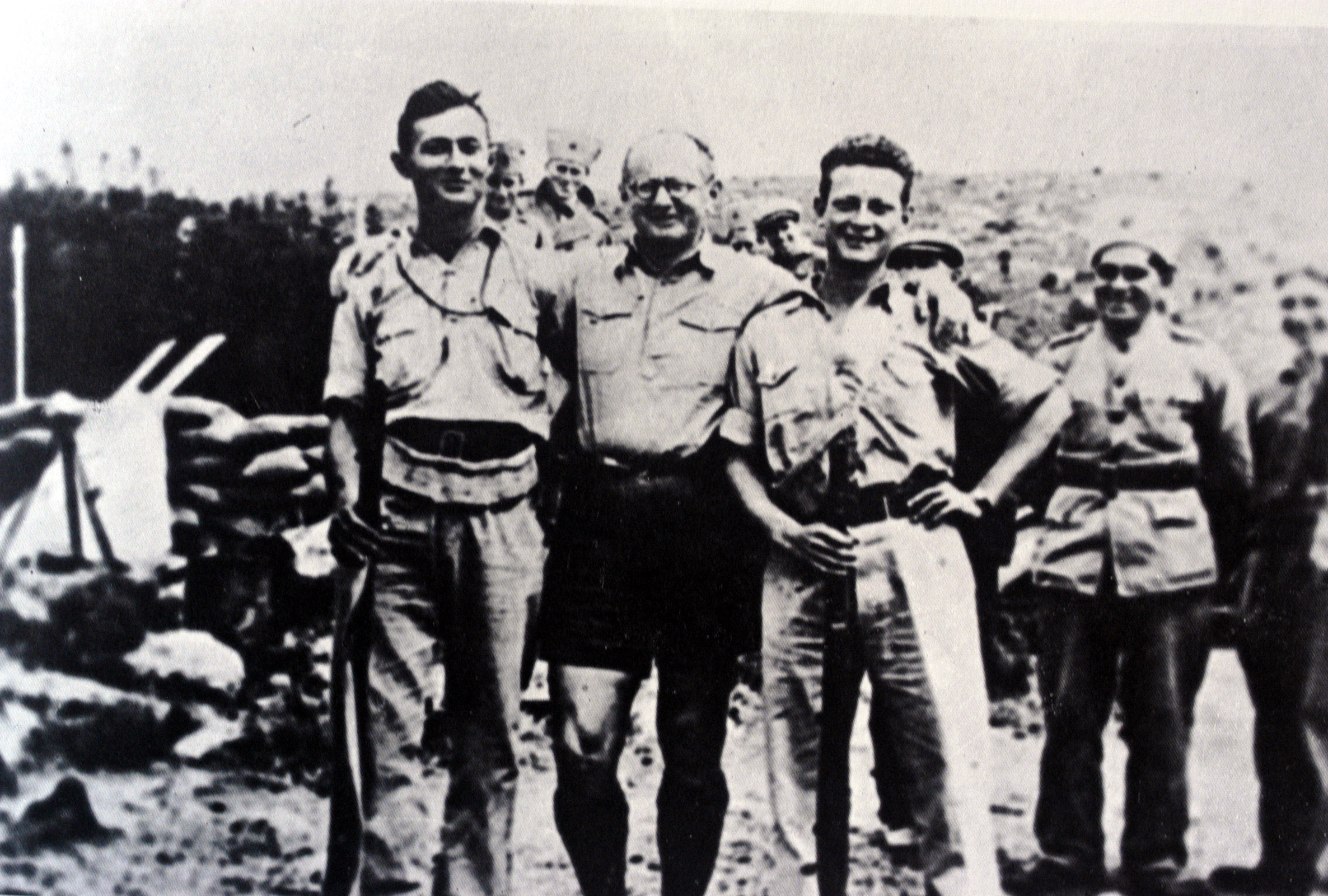
Sadeh mit Mosche Dajan und Jigal Allon in Chanita 1938

Nachdem 1936 der arabische Aufstand ausgebrochen war, schloss sich Sadeh der Hagana an. Er initiierte die Polizeitruppe Notrim in Jerusalem. Mit der Unterabteilung Nodedot dieser neu gegründeten Truppe führte Sadeh Angriffe, bzw. Vergeltungsaktionen gegen arabische Dörfer bzw. militärische Basen durch. Im Sommer 1937 gründet Sadeh die FO’SH, eine Kommandoeinheit der Hagana. Mit dieser Elitetruppe gelang ihm unter anderem die Besiedlung des Kibbuz Chanita auf einem isolierten Hügel an der libanesischen Grenze. Er lehnte die havlagah (hebräisch הַבְלָגָה ‚Zurückhaltung‘) – eine Doktrin, wonach die Hagana defensiv sein soll – ab und wollte offensiv agieren. Diese Einstellung bezeichnete er als „den Zaun verlassen“.
Unter dem Kommando von Sadeh platzierten Hagana-Mitglieder in Haifa eine Bombe auf dem britischen Truppentransporter Patria, um die Deportation von jüdischen Flüchtlingen aus Palästina zu sabotieren, die zuvor größtenteils auf den Schiffen Milos, Pacific und Atlantic vor der Verfolgung nach Palästina geflüchtet waren. Als die Bombe am 25. November 1940 detonierte, beschädigte sie das Schiff stärker als geplant und die Patria sank sehr schnell. Ein Großteil der Menschen konnte gerettet werden. Vermutlich kamen 267 Personen ums Leben.
1941 beteiligte sich Sadeh an der Gründung des Palmach, dessen Oberkommandierender er bis 1945 blieb. Im Jahr 1945 wurde er zum Generalstabschef der Hagana. Neben anderen Aktivitäten beteiligte er sich an Aktionen gegen die britischen Truppen im Mandatsgebiet und an der Alija Bet der jüdischen Einwanderung ins Völkerbundsmandat für Palästina.
Bei Beginn des Israelischen Unabhängigkeitskriegs kommandierte Sadeh die Verteidigung des Kibbuz Mischmar haʿEmeq gegen syrische Truppen, die die Siedlung einkesselten. Sadeh wurde zum Brigadegeneral (Aluf) befördert. Er führte die erste gepanzerte Brigade in der IDF ein, welche schwere Kämpfe um den Flughafen Lod und ein irakisches Fort in der Nähe des Kibbuz Negba führte. Sadeh nahm an der Operation Khorev gegen die ägyptische Armee in der Negev-Wüste teil und führte die von ihm kommandierten Truppen bis zum Eingang von al-Arisch.
Nach dem Ende des Israelischen Unabhängigkeitskriegs verließ Sadeh die Armee. Er begann Artikel, Kurzgeschichten und Theaterstücke zu schreiben. Das Buch Around the Bonfire enthält diverse Artikel, die Sadeh unter dem Pseudonym Y. Noded verfasste.
Yitzhak Sadeh war der Onkel des 19 Jahre jüngeren Isaiah Berlin, der mit seiner Familie nach England emigriert war und den er seit dessen Jugend kannte. Berlin hatte Chaim Weizmann schon in London und später als Staatspräsident Israels beraten und besuchte beide 1950 nach dem ersten Unabhängigkeitskrieg.
Jitzchak Sadeh starb am 21. August 1952 in Tel Aviv. Sadeh war eine charismatische, schillernde Persönlichkeit. Sein Spitzname beim Palmach war Ha-Saqen (hebräisch הַזָּקֵן ‚Der Alte‘). Jitzchak Sadeh wurde im Kibbuz Givat Brenner begraben.

## Ehrungen
Die Siedlungen Nir Jitzhak und Maschʾabbe Sade im Negev sind nach ihm benannt. Seit 1972 wird ihm zu Ehren der Yitzhak-Sadeh-Preis für Militärliteratur vergeben.